# Leffe Grimwalker
Leif "Leffe" Antonio Grimwalker, ursprungligen Leif Keinänen, född 29 augusti 1969, är en svensk författare, spökförfattare och lektör. Fram till 2015 skrev han böcker under namnet Leffe Delo.

## Biografi
Grimwalker är uppvuxen i Hökarängen. Hans far kom från Finland och hans mor från Baskien. Han är utbildad elektriker. Bland hans tidigare jobb finns försäljare och konsult inom bankbranschen, elektriker på oljeplattform i Norge och nätpokerspelare. Han har själv uppgett att han har ett kriminellt förflutet men utan att dömas för något brott. Mellan 1997 och 1999 gick han på IHM Business School.

### Författarskap
Han började som lektör 2009, efter att ha gått en skrivarkurs.
Grimwalker är en av Sveriges mest produktiva författare. Vid sidan om de egna romanerna skriver han memoarer på uppdrag och spökskriver åt andra författare. Han debuterade med boken Havrefarsan (2015), om relationen till sin tonårsdotter. Boken fick goda recensioner och omdömen. Sedan 2017 skriver han ljudböcker för Storytel i thrillerserien Tick tack, en serie böcker som han producerar i mycket hög takt. Omkring 70% av Grimwalkers bokintäkter kom 2023 från ljudböcker.
Grimwalker sitter bland annat i juryn för priset till bästa egenutgivna boken, Selmapriset. Dessutom har han varit programledare för podden Boktorsk. Han har nominerats tre gånger för Stora Ljudbokspriset.
Han är sedan 2013 gift med Caroline Grimwalker, och har därefter gift sig flera gånger till med henne, varpå bägge bytte efternamn till Grimwalker.
Paret har bland annat skrivit ljudboksserien I Krig & Kärlek tillsammans med. Paret bor i Häljarp, nära Landskrona.